# شبيه البشر

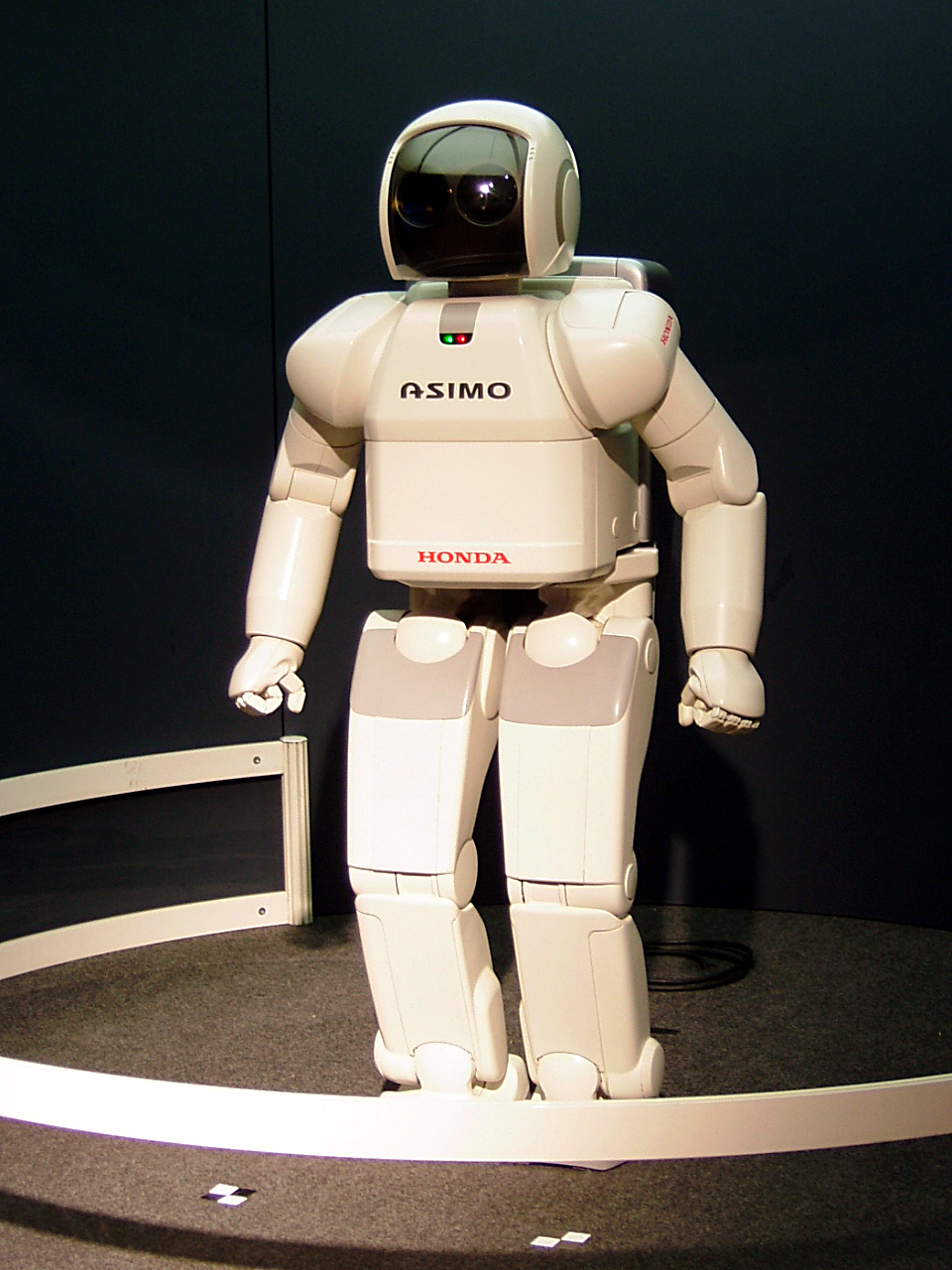

شبيه البشر (بالإنجليزية: Humanoid)‏ هو الكائن الحي له مظهر يشبه إنسان. وأشار أول استخدام مسجل لهذا المصطلح في عام 1870 إلى الشعوب الأصلية في المناطق التي استعمرها الأوروبيون. وبحلول القرن العشرين، جاء المصطلح لوصف الحفريات التي كانت متشابهة شكليا، ولكنها ليست متطابقة، لتلك التي من الهيكل العظمي البشري. على الرغم من أن هذا الاستخدام كان شائعا في العلوم لجزء كبير من القرن العشرين، فإنه يعتبر الآن نادرة. وبصورة أعم، يمكن أن يشير المصطلح إلى أي شيء يتميز بخصائص إنسانية أو تكيفات واضحة، مثل امتلاك اللمحات الأمامية الأمامية القابلة للتعارض (أي الإبهام)، والرؤية المرئية للطيف (أي وجود عينتين)، أو بيوميكانيك بلانتيغراد-بيبدياليسم (أي القدرة على المشي على الكعب و مشط القدم في وضع مستقيم).